# 荔湾广场
23°7′8.63″N 113°14′35.04″E / 23.1190639°N 113.2430667°E

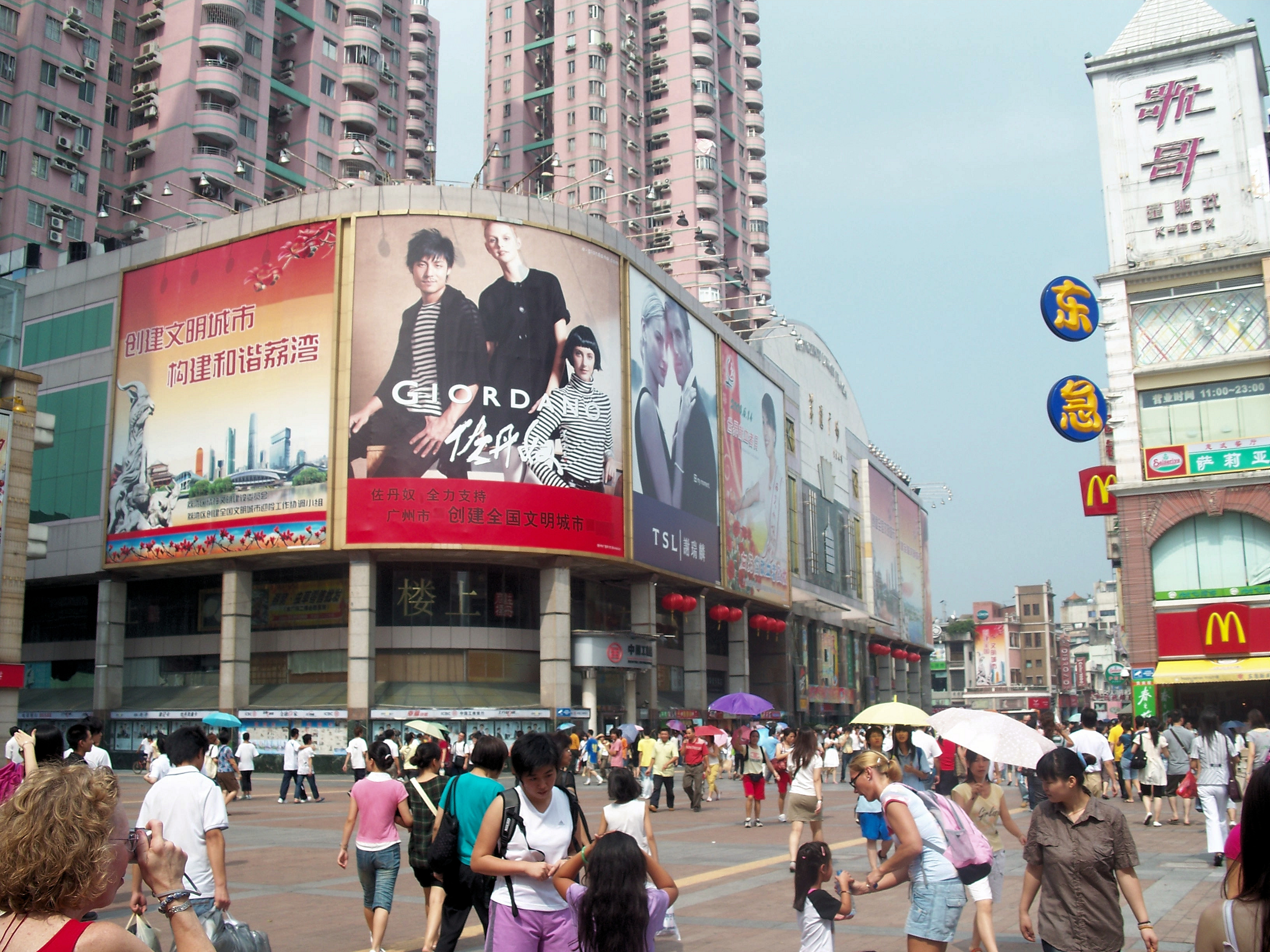
荔湾广场

荔湾广场，是中国广东省广州市的一个综合商住物业，位于荔湾区康王路与上下九步行街交界。

## 概览
其地处下九路以北，长寿东路以南，康王南路以东、德星路以西，比邻上下九步行街。有6层商场裙楼，2000多间商铺，其中1-4层部分非住宅商铺由广州市城市更新局负责管理；8栋6至30层的住宅塔楼设有1600多套住宅和600多个车位的地下停车场，总建筑面积31万多平方米。北塔主要经营玉器、首饰和服装批发生意，南塔多经营购物、饮食店铺。

## 历史和争议
1990年代政府推進舊城大規模改造，在上下九路交界处划出4.5万平方米土地，旧城改造项目由市三旧改造办公室牵头引入外资开发商，1996年竣工建成6层共14万平方米商场和一个共8幢1000多套豪华住宅的小区，当时号称是“广州市最大的旧城改造项目”。
荔湾广场的出现直接改变了周边西关老居民的旧有生活节奏，有批评人士指出荔湾广场“破坏了老西关的文脉，将原本幽雅平行的筷子拦腰给砍掉了。”荔湾广场的容积率为6.0，在原来低矮密集的旧城中仿佛庞然大物一样拔地而起，十分突兀，且增大了老城区的建筑量、人口密度和交通强度。华南理工大学建筑学博士倪文岩把这种旧城改造方式称为建设性破坏。荔湾区国土房管局亦承认项目存有后续拖欠临迁费，用地手续缺失，投资风险大，破坏传统街区环境等问题。而早在1993年荔湾广场开始宣传接受认购，有不少海外华侨预购商住楼内的单元，涉及港澳台乃至美加等地达八百户华侨买家。不过其未能如期验收，业主亦被强迫收楼及付款，有關官司在2000年前後持續了三年以上。
由于荔湾广场等老城区的商业房地产开发项目的造成了很大的不良的影响，广州市政府于1999年宣布禁止开发商在旧城范围内实施改造项目。但此后，广州的城市更新陷入僵局，城市空间逐渐衰败。直到2007年，市政府才放松限制，将政策改为“政府主导，市场参与”，以允许猎德村旧改项目。
2020年2月，广州市规划和自然资源局公布了《上下九-第十甫历史文化街区保护利用规划》，提出要在2020年以后，拆除荔湾广场、名汇大厦等与传统风貌不协调的高层建筑，恢复历史风貌。2021年，“荔湾广场升级改造项目”被列入荔湾区重点项目的产业类项目，目标将荔湾广场南塔打造成“以岭南民俗文化为主的大型商业综合体”。

## 都市传说
民众相传荔湾广场原地为坟场，被认为是十分邪门的地方，而且认为建筑建构也加剧了人们的心理影响，所以多次出现跳楼等死亡事件。据统计，自1995年建成，直至2017年4月1日，已有14人从高处坠亡。
- 2014年12月4日，一名男子从5楼往楼内天井跳下，砸死一名路过男子，自己受重伤送院，事后查证跳楼者是“羊城第一大案”通缉犯林锦成。[10]
- 2016年5月27日，一名男子在聊完电话后，从5楼往楼内天井跳下，120医疗人员到场后确认男子当场死亡。[11]
- 2016年8月7日和14日、均发生坠楼事件，其中发生在8月7日的事件中，一名男子从4楼坠落至消防员铺设的气垫上，致腰椎骨折，暂无生命危险。[12]在8月14日则有一名15岁少女跳楼身亡。[13]
- 2016年10月3日和4日，该广场又连续发生两起坠楼事件。[14]
- 2017年3月22日，有一年轻男子从南塔5楼一跃而下自杀身亡。[15]
- 2017年4月1日，荔湾警方通报称，该广场有一名男子坠楼，经医护人员证实已死亡。该男子于1日下午15时许走到广场五楼自行坠下，初步排除他杀嫌疑。[16]

荔湾广场正门招牌的简体“广”字被指形似简体“尸”字，故在都市传说中有“荔湾尸场”一称。2023年4月，荔湾广场招牌大字被拆除，网上有传言称广场将改名，但被商场负责人否认。其称原招牌使用时间较久存在安全隐患，需要更换新的招牌，新招牌仍然为“荔湾广场”，但更换了字体。